# Stanislav Moskvín
Stanislav Vassílievitx Moskvín (en rus Станислав Васильевич Москвин) (Leningrad, 19 de gener de 1939) és un ciclista soviètic, d'origen rus, ja retirat, que va córrer durant els anys 60 del segle xx.
Va participar en tres Jocs Olímpics: els de 1960, a Roma, en què guanyà una medalla de bronze en la persecució per equips, junt a Víktor Romànov, Arnold Belgardt i Leonid Kolumbet; els de 1964, a Tòquio, en què quedà eliminat en quarts de final en la mateixa prova i en persecució individual; i els de 1968, a Ciutat de Mèxic, en què quedà quart en la prova de persecució per equips.
En el seu palmarès també destaquen deu medalles als Campionats del Món en pista, quatre d'or, dues de plata i quatre de bronze, entre el 1962 i el 1970, així com catorzè campionats nacionals.

## Palmarès
- 1960
  -  Medalla de bronze als Jocs Olímpics de Roma en persecució per equips
- 1963
  -  Campió del món amateur de Persecució per equips, amb Arnold Belgardt, Sergeï Teretsxenkov i Víktor Romànov
- 1965
  -  Campió del món amateur de Persecució per equips, amb Sergeï Teretsxenkov, Michail Koljuschov i Leonid Vukolov
- 1967
  -  Campió del món amateur de Persecució per equips, amb Michail Koljuschov, Víktor Bykov i Dzintars Latsis
- 1969
  -  Campió del món amateur de Persecució per equips, amb Sergeï Kuskov, Víktor Bykov i Vladimir Kusnezov